# Amstel Gold Race 2007
2007-udgaven af Amstel Gold Race foregik 22. april 2007. Dette er Hollands eneste individuelle ProTour-løb.
Stefan Schumacher angreb før den sidste lille bakke, og ingen kunne hænge på. Davide Rebellin sprintede sig ind på ham og kom i mål 21 sekunder senere, så det blev til dobbelt Gerolsteiner sejer. Med andenpladsen i løbet tog Rebellin ledelsen i ProTouren.

## Maastricht-Valkenburg, 253.1 km
22-04-2007
|    | Rytter             | Hold             | Tid     | ProTour-point |
| -- | ------------------ | ---------------- | ------- | ------------- |
| 1  | Stefan Schumacher  | Gerolsteiner     | 6:11.49 | 40            |
| 2  | Davide Rebellin    | Gerolsteiner     | +0.21   | 30            |
| 3  | Danilo Di Luca     | Liquigas         | +0.22   | 25            |
| 4  | Matthias Kessler   | Astana           | +0.23   | 20            |
| 5  | Michael Boogerd    | Rabobank         | +0.24   | 15            |
| 6  | Paolo Bettini      | Quick Step       | +0.27   | 11            |
| 7  | Alejandro Valverde | Caisse d'Epargne | +0.27   | 7             |
| 8  | Oscar Freire       | Rabobank         | +1.07   | 5             |
| 9  | Riccardo Riccò     | Saunier Duval    | +1.07   | 3             |
| 10 | Fränk Schleck      | CSC              | +1.07   | 1             |